# UCI World Tour 2019
UCI World Tour 2019 – 11. edycja cyklu szosowych wyścigów kolarskich o najwyższej randze w klasyfikacji UCI. Seria rozpocznie się 15 stycznia w Australii wyścigiem Tour Down Under, a zakończy 20 października zawodami Tour of Guangxi w Chinach.
W kalendarzu na sezon 2019 przewidziano 38 wyścigów (17 wieloetapowych i 21 jednodniowych). Do cyklu w 2019 dołączy Driedaagse Brugge-De Panne. Tour de Pologne – najważniejszy wyścig kolarski w Polsce, ponownie znalazł się w programie. 

## Drużyny
Prawo startu we wszystkich wyścigach otrzymało 18 grup zawodowych należących do dywizji UCI WorldTeams.
| Kod UCI | Zespół                          | Siedziba                     |
| ------- | ------------------------------- | ---------------------------- |
| ALM     | AG2R La Mondiale                | Francja                      |
| AST     | Astana Pro Team                 | Kazachstan                   |
| TBM     | Bahrain-Merida Pro Cycling Team | Bahrajn                      |
| BOH     | Bora-Hansgrohe                  | Niemcy                       |
| CCC     | CCC Team                        | Polska                       |
| DQT     | Deceuninck-Quick Step           | Belgia                       |
| TDD     | Team Dimension Data             | Południowa Afryka            |
| EF1     | EF Education First Pro Cycling  | Stany Zjednoczone            |
| GFC     | Groupama-FDJ                    | Francja                      |
| INS     | Team Ineos                      | Wielka Brytania              |
| TJV     | Team Jumbo-Visma                | Holandia                     |
| TKA     | Team Katusha-Alpecin            | Szwajcaria                   |
| LTS     | Lotto Soudal                    | Belgia                       |
| MTS     | Mitchelton-Scott                | Australia                    |
| MOV     | Movistar Team                   | Hiszpania                    |
| SUN     | Team Sunweb                     | Niemcy                       |
| TFS     | Trek-Segafredo                  | Stany Zjednoczone            |
| UAD     | UAE Team Emirates               | Zjednoczone Emiraty Arabskie |